# Hans-Georg Stümke

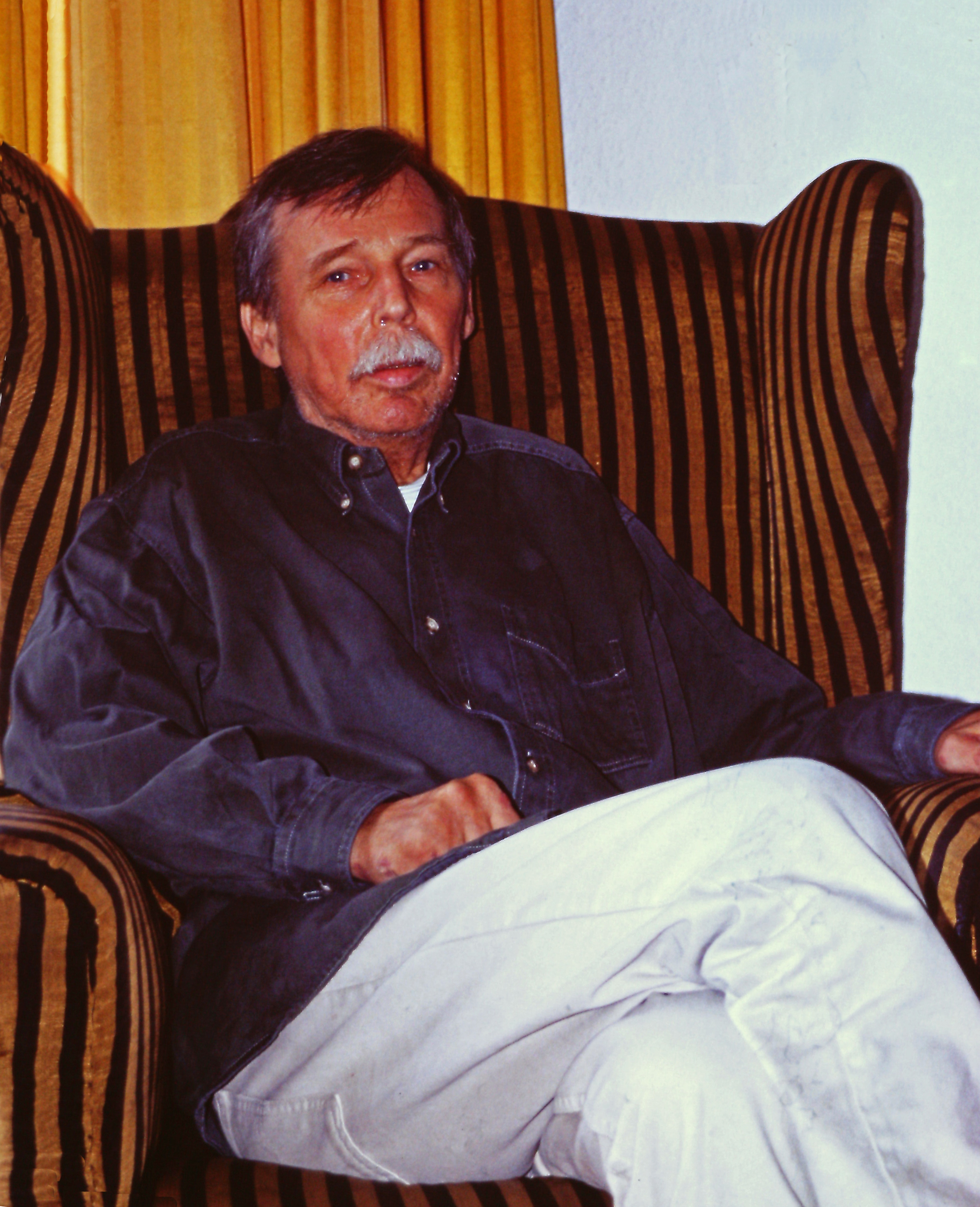
Hans-Georg Stümke, 2002

Hans-Georg Stümke (* 16. September 1941 in Königsberg; † 29. September 2002 in Berlin) war ein deutscher LGBT-Aktivist und Autor.
Als Sohn eines Wehrmachtsoffiziers in Celle, Niedersachsen aufgewachsen, arbeitete er zunächst als ziviler Wetterbeobachter bei der Bundeswehr, um anschließend auf dem zweiten Bildungsweg das Abitur nachzuholen. Sein Coming-out als Homosexueller lag Anfang der 1960er Jahre. Er studierte Geschichte in Berlin.

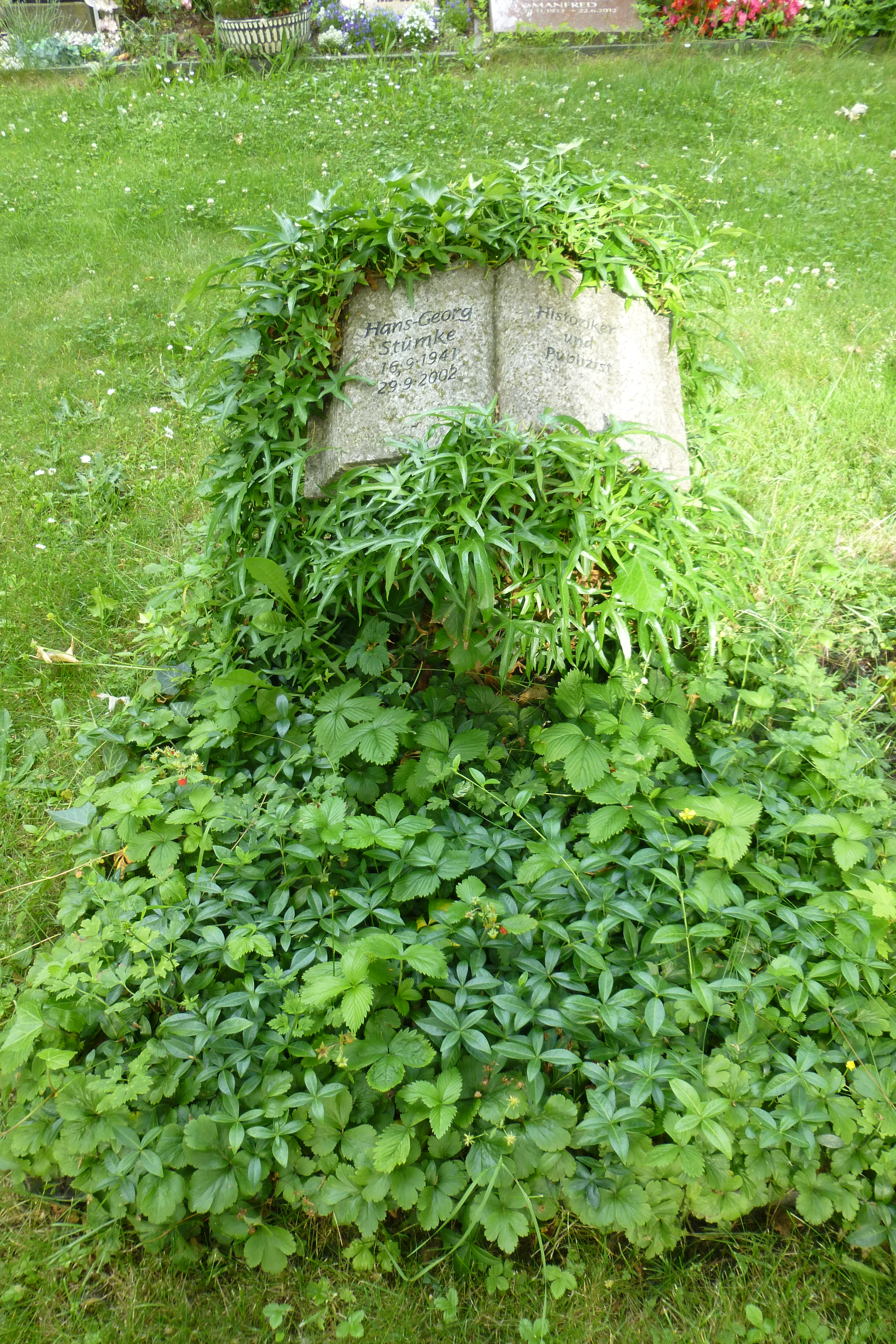
Stümkes Grab auf dem Alten St.-Matthäus-Kirchhof in Berlin

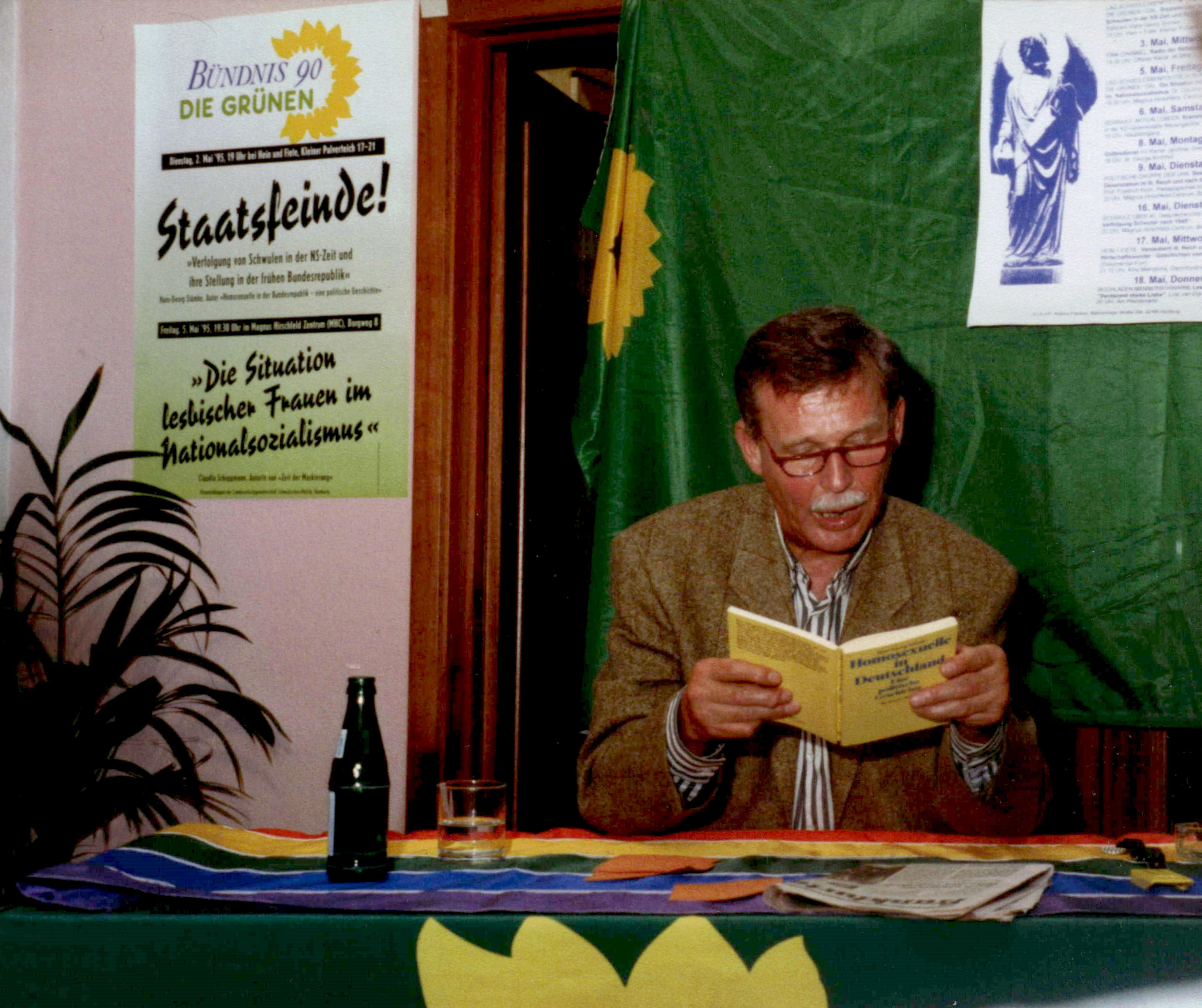
Hans-Georg Stümke bei einer Lesung in Hamburg 1995

Seine politischen Aktivitäten entfaltete er zunächst im Kommunistischen Bund, später innerhalb der Grünen, aber vor allem als Wegbereiter der nach 1968 entstehenden westdeutschen, später gesamtdeutschen Schwulenbewegung, die er in unterschiedliche Bündnisse manövrierte, aber ohne sie abhängig werden zu lassen. Von ihm kamen die ersten Nachrichten über die Stonewall-Unruhen in New York, die in Deutschland zum Initial für die Christopher-Street-Day-Demonstrationen wurden. Er trat früh in den LSVD ein, unterstützte den Verband beratend und schriftstellerisch, auch bei seiner Ausweitung des Schwulenverbandes in der DDR zum gesamtdeutschen Lesben- und Schwulenverband. Die taz bezeichnete ihn als einen „der wichtigsten Köpfe der bundesrepublikanischen Homobewegung“.
Mit 61 Jahren starb er in Berlin an Krebs. Sein Urnengrab liegt dort auf dem Alten St.-Matthäus-Kirchhof.

## Publikationen
- Älter werden wir umsonst. Schwules Leben jenseits der Dreißig. Erfahrungen, Interviews, Berichte. Mit Beiträgen von Michael Bochow, Rainer Hoffmann und Rüdiger Lautmann und Michael Schmidt, Verlag rosa Winkel, Berlin, Juni 1998, ISBN 3-86149-071-4
- Homosexuelle in Deutschland: Eine politische Geschichte. Verlag C.H. Beck, München 1989, ISBN 3-406-33130-0
- mit Barbara Retzlaff: Offener Brief an Günther Amendt und Alice Schwarzer. taz Nr. 283 vom 19. Mai 1980, S. 3.
- mit Rudi Finkler: Rosa Winkel, rosa Listen: Homosexuelle und 'gesundes Volksempfinden' von Auschwitz bis heute, Verlag Rowohlt TB-V, Reinbek, 1981, ISBN 3-499-14827-7
- Elvira Klöppelschuh (Pseudonym): Elvira auf Gran Canaria. Urlaub, Schwule, Strand und Tand, Verlag Rosa Winkel, Berlin, 1994, ISBN 3-86149-039-0
  - Elvira Totterheels (Pseudonym): Elvira in Gran Canaria. Sea, Sun, Sand and a New Pair of Shoes, Verlag Rosa Winkel, Berlin, 2002, Übersetzung ins Englische von Ashley Lancaster, ISBN 3-86149-039-0